# James Ellison
James Ellison (Kendal, 19 de septiembre de 1980) es un piloto de motociclismo británico.

## Carrera
Ellison comienza en el mundo del motociclismo siguiendo los pasos de su hermano mayor Dean, también piloto profesional.
Su primera participación a nivel internacional fue en 1999, primer año en el que participó en Campeonato de Europa de Superstock 1000, a bordo de una Honda y llegando en décimo lugar. 
En los siguientes dos años, ganó el Campeonato de Europa en esta misma categoría, el primero con una Honda 900 CBR equipo Ten Kate Young Guns y el segundo con una Suzuki GSX R1000. Participa nuevamente en el dos años después accediendo al tercer puesto.

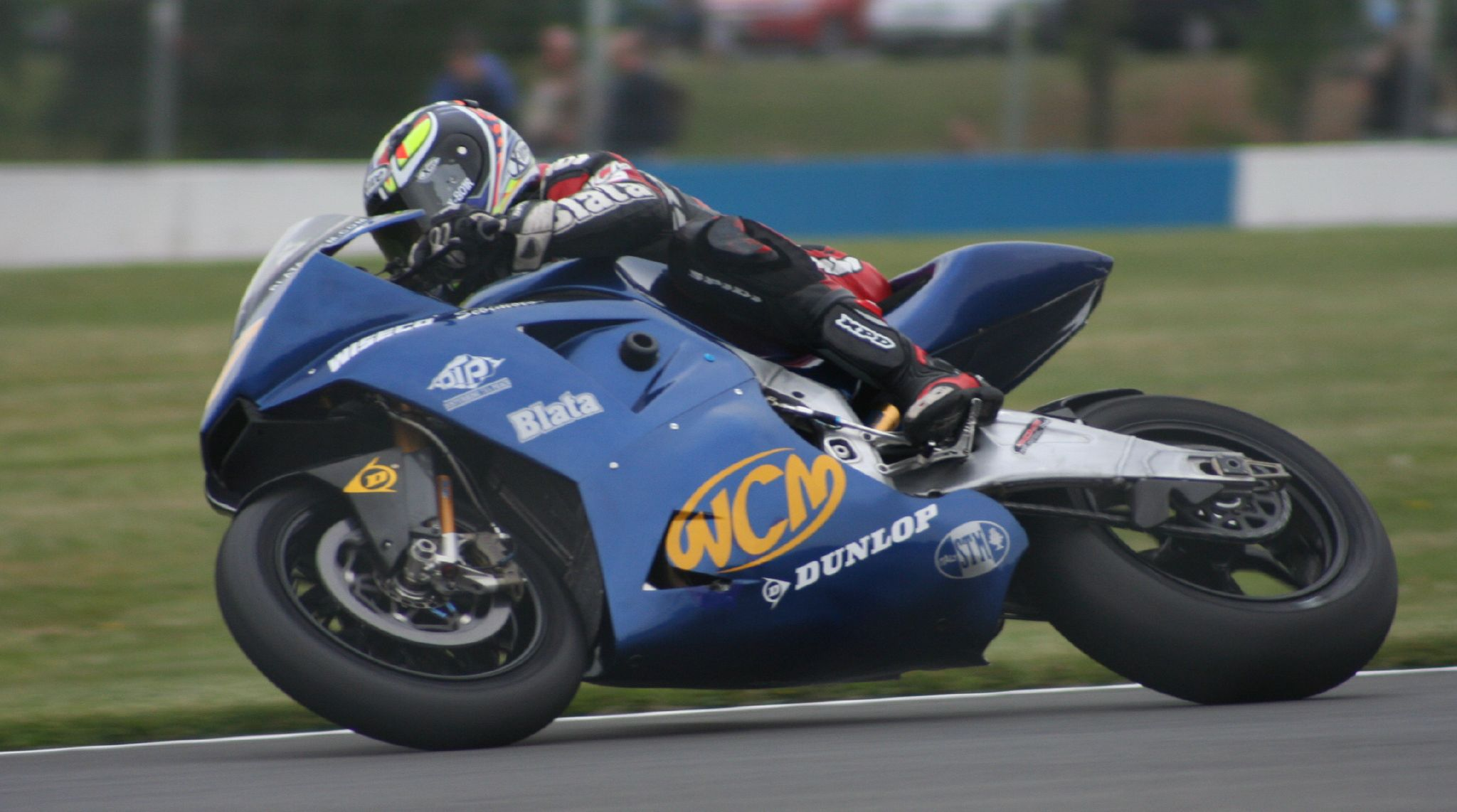
Ellison con Blata WCM en 2005 en Donington

Después de ganar el Campeonato Británico Superstock, comienza a competir en el Campeonato del Mundo de Motociclismo, participando en la clase MotoGP en 2004 con WCM, donde se encuentra También permaneció en 2005, acumulando solo 5 puntos en dos años.
En el 2006 corrió de nuevo en el Mundial, nuevamente en MotoGP, pero en el equipo Tech 3, con Carlos Checa como su compañero de equipo; En esta temporada terminó 18.º en la clasificación general. En 2007 participa en el AMA Superbike campeonato con un Honda CBR 1000RR.
Participa en 2009, como wildcar en el Campeonato Mundial de Superbikes, en el Gran Premio de Europa en Donington Park con una Yamaha YZF-R1 del equipo de Yamaha Airwaves.
Después de competir en 2010 en el Campeonato Británico de Superbikes, en 2011 se registra en el Campeonato Mundial de Supersport con una CBR600RR del equipo Bogdanka PTR Honda.
En 2012 regresa a MotoGP, contratado por el equipo Paul Bird Motorsport, quien le confía una ART GP12 (moto que usa la regulación para el CRT). El mejor resultado son dos novenos puestos (Malasia y Comunidad Valenciana) y finaliza la temporada en el puesto 16 con 35 puntos.

## Trayectoria

### Campeonato del Mundo de Supersport

#### Carreras por año
| Year | Bike     | 1      | 2       | 3       | 4      | 5       | 6       | 7       | 8      | 9      | 10     | 11     | 12     | Pos. | Pts |
| ---- | -------- | ------ | ------- | ------- | ------ | ------- | ------- | ------- | ------ | ------ | ------ | ------ | ------ | ---- | --- |
| 1999 | Honda    | RSA    | GBR     | SPA     | ITA    | GER     | SMR     | USA Ret | EUR    | AUT    | NED    | GER    |        | NC   | 0   |
| 2000 | Honda    | AUS    | JPN     | GBR     | ITA    | GER     | SMR     | SPA     | EUR 23 | NED 15 | GER 11 | GBR    |        | 33.º | 6   |
| 2002 | Kawasaki | SPA 15 | AUS 15  | RSA Ret | JPN 13 | ITA Ret | GBR Ret | GER Ret | SMR 17 | GBR 13 | GER 9  | NED 16 | ITA 11 | 20th | 20  |
| 2011 | Honda    | AUS 6  | EUR Ret | NED 7   | ITA 16 | SMR 7   | SPA Ret | CZE 8   | GBR 10 | GER 2  | ITA 6  | FRA 5  | POR 3  | 7.º  | 99  |

| Año  | Clase  | Moto       | 1      | 2       | 3       | 4       | 5       | 6      | 7      | 8       | 9       | 10      | 11     | 12      | 13      | 14     | 15     | 16     | 17      | 18    | Pts  | Pos |
| ---- | ------ | ---------- | ------ | ------- | ------- | ------- | ------- | ------ | ------ | ------- | ------- | ------- | ------ | ------- | ------- | ------ | ------ | ------ | ------- | ----- | ---- | --- |
| 2004 | MotoGP | Harris WCM | RSA -  | ESP -   | FRA -   | ITA -   | CAT -   | NED -  | BRA -  | GER -   | GBR -   | CZE Ret | POR 16 | JPN -   | QAT 13  | MAL 18 | AUS 22 | VAL 19 |         |       | 26.º | 3   |
| 2005 | MotoGP | Blata      | SPA 16 | POR 15  | CHN 13  | FRA Ret | ITA Ret | CAT 18 | NED 19 | USA 16  | GBR Ret | GER Ret | CZE 19 | JPN DNS | MAL Ret | QAT 15 | AUS 14 | TUR 18 | VAL Ret |       | 23.º | 7   |
| 2006 | MotoGP | Yamaha     | SPA 16 | QAT 13  | TUR 18  | CHN 16  | FRA 14  | ITA 16 | CAT 9  | NED Ret | GBR 14  | GER 13  | USA 13 | CZE 17  | MAL 16  | AUS 16 | JPN 15 | POR 13 | VAL 14  |       | 18.º | 26  |
| 2012 | MotoGP | ART        | QAT 18 | SPA Ret | POR Ret | FRA 11  | CAT 16  | GBR 14 | NED 14 | GER 15  | ITA 14  | USA Ret | IND 15 | CZE 15  | RSM 13  | ARA 14 | JPN 14 | MAL 9  | AUS Ret | VAL 9 | 16.º | 35  |

| Color     | Resultado                                                               |
| --------- | ----------------------------------------------------------------------- |
| Oro       | Ganador                                                                 |
| Plata     | 2.ª plaza                                                               |
| Bronce    | 3.ª plaza                                                               |
| Verde     | Finalizó en los puntos                                                  |
| Azul      | Finalizó sin puntos                                                     |
| Azul      | NC - No clasificado                                                     |
| Violeta   | Ret - No terminó (Carrera)                                              |
| Rojo      | DNQ - No se clasificó                                                   |
| Negro     | DSQ - Descalificado                                                     |
| Blanco    | DNS - No empezó (carrera)                                               |
| Blanco    | WD - Retirado (fin de semana)                                           |
| Blanco    | C - Carrera cancelada                                                   |
| Sin color | DNP - Inscrito pero no participó                                        |
| Sin color | INJ - Lesionado                                                         |
| Sin color | EX - Excluido                                                           |
| Estado    | Resultado                                                               |
| Negrita   | Pole position                                                           |
| Cursiva   | Vuelta rápida                                                           |
| †         | Abandona, pero clasifica al completar el porcentaje requerido para ello |

### Campeonato del Mundo de Superbikes

#### Trayectoria por año
| Year | Make   | 1   | 1   | 2   | 2   | 3   | 3   | 4   | 4   | 5   | 5   | 6       | 6     | 7   | 7   | 8     | 8     | 9       | 9     | 10  | 10  | 11     | 11    | 12  | 12  | 13  | 13  | 14  | 14  | Pos. | Pts |
| Year | Make   | R1  | R2  | R1  | R2  | R1  | R2  | R1  | R2  | R1  | R2  | R1      | R2    | R1  | R2  | R1    | R2    | R1      | R2    | R1  | R2  | R1     | R2    | R1  | R2  | R1  | R2  | R1  | R2  | Pos. | Pts |
| ---- | ------ | --- | --- | --- | --- | --- | --- | --- | --- | --- | --- | ------- | ----- | --- | --- | ----- | ----- | ------- | ----- | --- | --- | ------ | ----- | --- | --- | --- | --- | --- | --- | ---- | --- |
| 2004 | Yamaha | SPA | SPA | AUS | AUS | SMR | SMR | ITA | ITA | GER | GER | GBR Ret | GBR 7 | USA | USA | EUR 6 | EUR 5 | NED     | NED   | ITA | ITA | FRA    | FRA   |     |     |     |     |     |     | 19.º | 30  |
| 2008 | Honda  | QAT | QAT | AUS | AUS | SPA | SPA | NED | NED | ITA | ITA | USA     | USA   | GER | GER | SMR   | SMR   | CZE     | CZE   | GBR | GBR | EUR 10 | EUR 4 | ITA | ITA | FRA | FRA | POR | POR | 25.º | 19  |
| 2009 | Yamaha | AUS | AUS | QAT | QAT | SPA | SPA | NED | NED | ITA | ITA | RSA     | RSA   | USA | USA | SMR   | SMR   | GBR Ret | GBR 8 | CZE | CZE | GER    | GER   | ITA | ITA | FRA | FRA | POR | POR | 31.º | 8   |